# قیمیل
قیمیل (به لاتین: Qımıl) یک منطقه مسکونی در جمهوری آذربایجان است که در شهرستان قوبا واقع شده است. قیمیل ۳۸۷۹ نفر جمعیت دارد.
قیمیا یک دهکده کوهستانی و تاریخی است که از نظر اداری بخشی از استان قوبا-خاچماز است. این استان یا ناحیه اقتصادی دارای ۱۴۰ هزار نفر جمعیت است و در شمال‌شرقی جمهوری آذربایجان و شمال باکو واقع شده است.  

## تاریخ
شهر قوبا از نیمه نخست سده هجدهم میلادی مرکز خانات قوبا بود و ناحیه قیمیل و روستاهای پیرامون آن تابع این خانات بودند. در آن طمان حسین‌علی‌خان قبا یا قوبا را به پایتختی خانات برگزید و به محل اقامت خود تبدیل کرد. پس از آن فتحعلی‌خان قبه‌ای جانشین او و شناخته‌شده‌ترین خان خانات قوبا مناطق مختلف اران و شروان را که امروزه جمهوری آذربایجان نامیده می‌شود را از دربند تا لنکران را به تصرف خود درآورد.
در سال ۱۸۱۴ میلادی، قیمیل که بخشی از خانات قوبا بود از ایران جدا و به امپراتوری روسیه گنجانده شد.

## هنر و صنایع دستی
قیمیل به‌عنوان یکی از مراکز تولید فرش در ناحیه قوبا شناخته می‌شود. فرش‌های قیمیل حتی در موزه‌ها و مجموعه‌های شخصی در سرتاسر جهان نیز یافت می‌شوند. سامانه کلخوز کشاورزی جمعی، که در دوره اتحاد جماهیر شوروی معرفی شد، منجر به زوال این صنعت شد. با این حال، ساکنان قیمیل به بافت فرش ادامه دادند به‌ویژه برای جهیزیه‌ها. در سال‌های اخیر، بهای بالاتر و علاقه مجدد به فرش دستباف به احیای این صنعت در روستاهای کوهستانی کمک کرده است.ا